# Александровка (Колосовский район)
Александровка — деревня  Колосовском районе Омской области России. Входит в состав Крайчиковского сельского поселения.

## История
Посёлок Александровский был основан в 1898 году. По данным 1928 года в Александровском имелось 65 хозяйств и проживало 385 человек (в основном — белоруссы). В административном отношении посёлок входил в состав Михайловского сельсовета Нижне-Колосовского района Тарского округа Сибирского края.

## География
Деревня находится в центральной части Омской области, на правом берегу реки Александровка (правый приток реки Оша), на расстоянии примерно 33 километров (по прямой) к юго-западу от села Колосовка, административного центра района. Абсолютная высота — 95 метров над уровнем моря.

### Часовой пояс
Деревня Александровка, как и вся Омская область, находится в часовой зоне МСК+3. Смещение применяемого времени относительно UTC составляет +6:00.

## Население
| 1926 | 2010 |
| ---- | ---- |
| 385  | ↘156 |

Гендерный состав
По данным Всероссийской переписи населения 2010 года в гендерной структуре населения мужчины составляли 46,2 %, женщины — соответственно 53,8 %.
Национальный состав
Согласно результатам переписи 2002 года, в национальной структуре населения русские составляли 99 %.

## Инфраструктура
В деревне функционирует фельдшерско-акушерский пункт (структурное подразделение Колосовской ЦРБ).

## Улицы
Уличная сеть деревни состоит из трёх улиц.